# 동충주 나들목
동충주 나들목(E.Chungju IC)은 충청북도 충주시 엄정면 율능리와 금가면 잠병리에 걸쳐 있는 평택제천고속도로의 14번 교차로이다. 나들목 진출입로는 산척면 영덕리와 접하고 있으며, 금가면, 산척면, 엄정면 등지로 진출할 수 있다. 당초 2014년 12월에 개통될 예정이었지만 2014년 10월 31일에 조기 개통되었다. 건설 당시 가칭은 엄정 나들목이었다.

## 연혁
- 2007년 8월 3일 : 나들목 신설을 위해 충주시 도시계획구역 교통광장에 산척면 영덕리 일원을 엄정 나들목으로 고시[1]
- 2014년 10월 31일 : 평택제천고속도로 충주 ~ 동충주 구간 개통에 따라 영업 개시[2]

## 구조물 정보
- 위치: 충청북도 충주시 엄정면 율능리, 금가면 잠병리
- 영업소: 충청북도 충주시 엄정면 평택제천고속도로 103-1
- 한국도로공사 엄정지사: 충청북도 충주시 엄정면 평택제천고속도로 103

## 접속하는 도로
- 국도 제19호선 (충원대로)
- 간접 연결 : 국도 제38호선 (북부로, 하영 교차로 이용)

## 교통량 정보
| 요금소          | 통행량 (대/일) | 통행량 (대/일) | 통행량 (대/일) | 통행량 (대/일) | 통행량 (대/일) | 통행량 (대/일) | 통행량 (대/일) | 통행량 (대/일) | 통행량 (대/일) | 통행량 (대/일) | 각주  |
| 요금소          | 2002년         | 2003년         | 2004년         | 2005년         | 2006년         | 2007년         | 2008년         | 2009년         | 2010년         | 2011년         | 각주  |
| --------------- | -------------- | -------------- | -------------- | -------------- | -------------- | -------------- | -------------- | -------------- | -------------- | -------------- | ----- |
| 동충주 (폐쇄식) | 미개통         | 미개통         | 미개통         | 미개통         | 미개통         | 미개통         | 미개통         | 미개통         | 미개통         | 미개통         | [ 3 ] |
| 요금소          | 2012년         | 2013년         | 2014년         | 2015년         | 2016년         | 2017년         | 2018년         | 2019년         |                |                | [ 3 ] |
| 동충주 (폐쇄식) | 미개통         | 미개통         | 3,948          | 5,006          | 5,041          | 5,261          | 5,242          | 5,486          |                |                | [ 3 ] |

## 사진

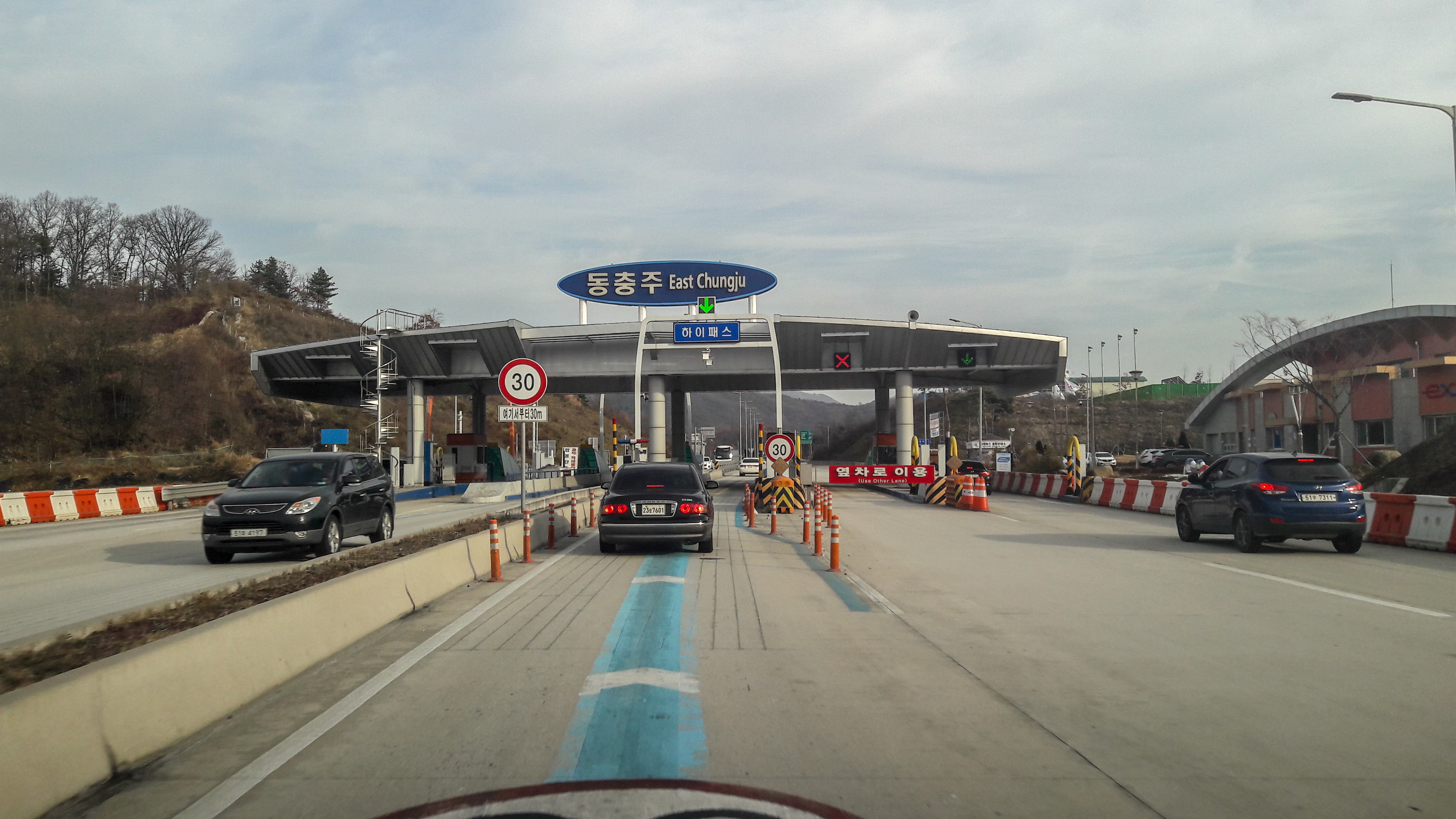
요금소
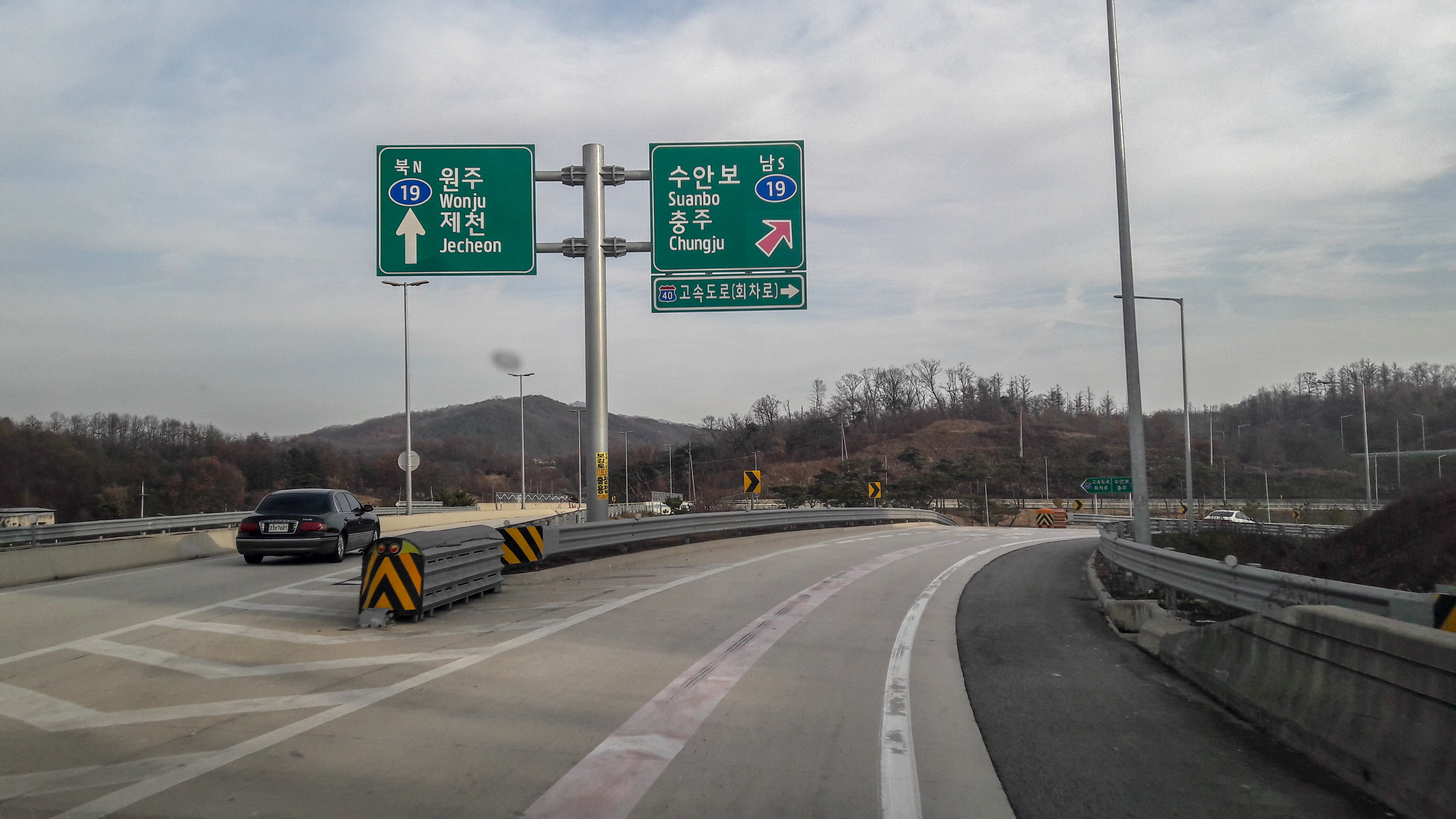
진출 램프 분기부 표지판
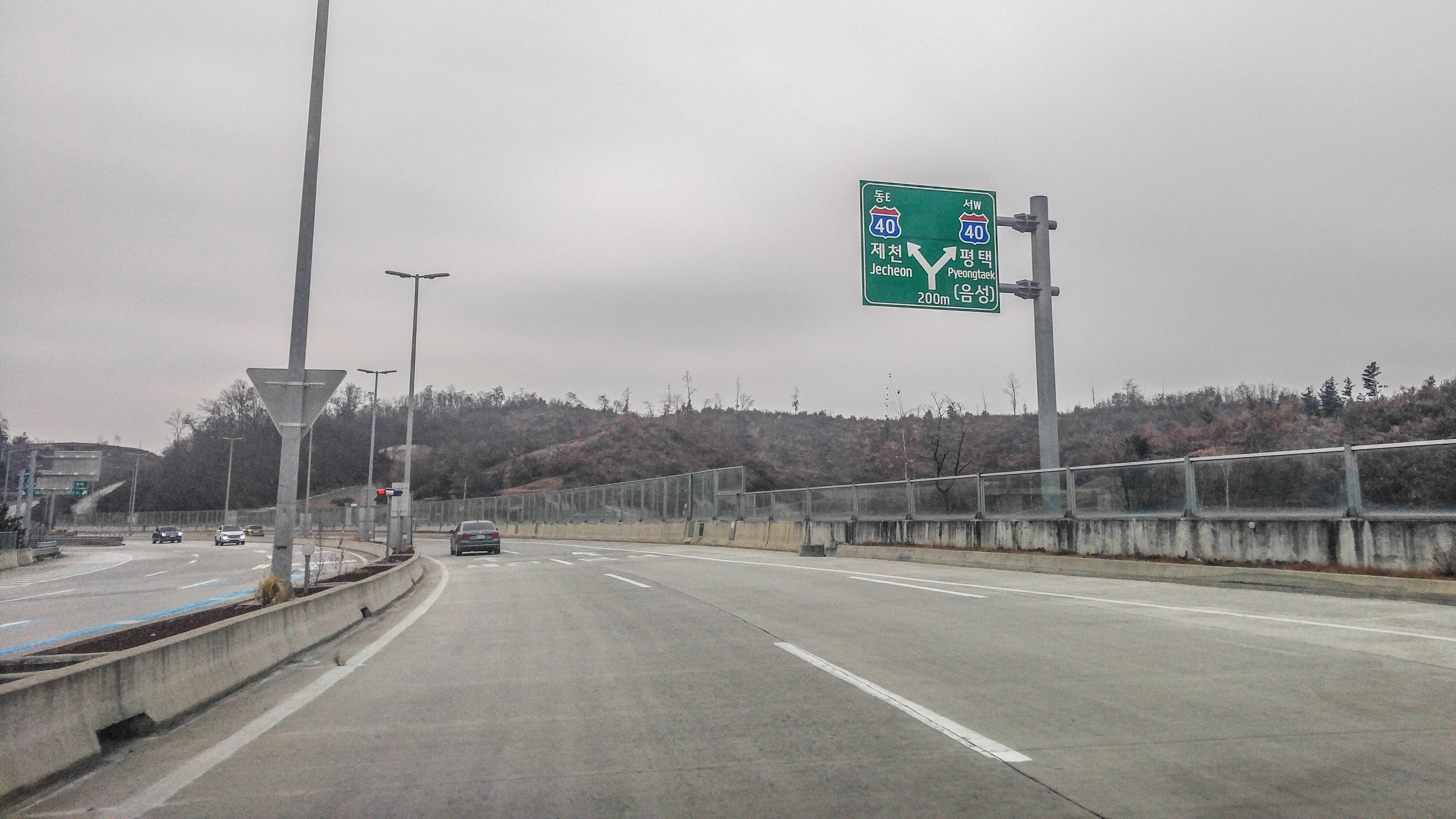
진입 램프 200m 표지판
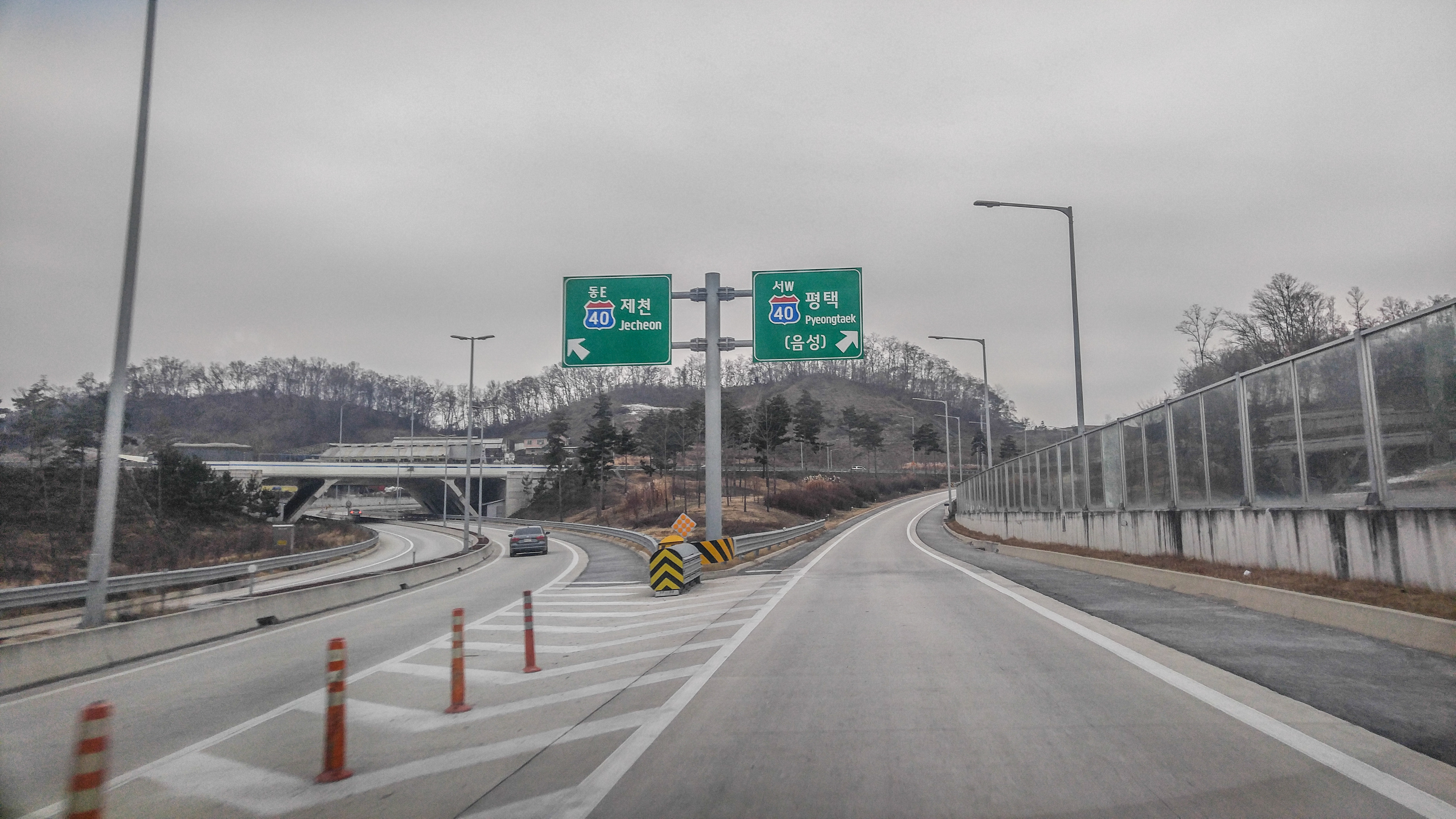
진입 램프 분기부 표지판
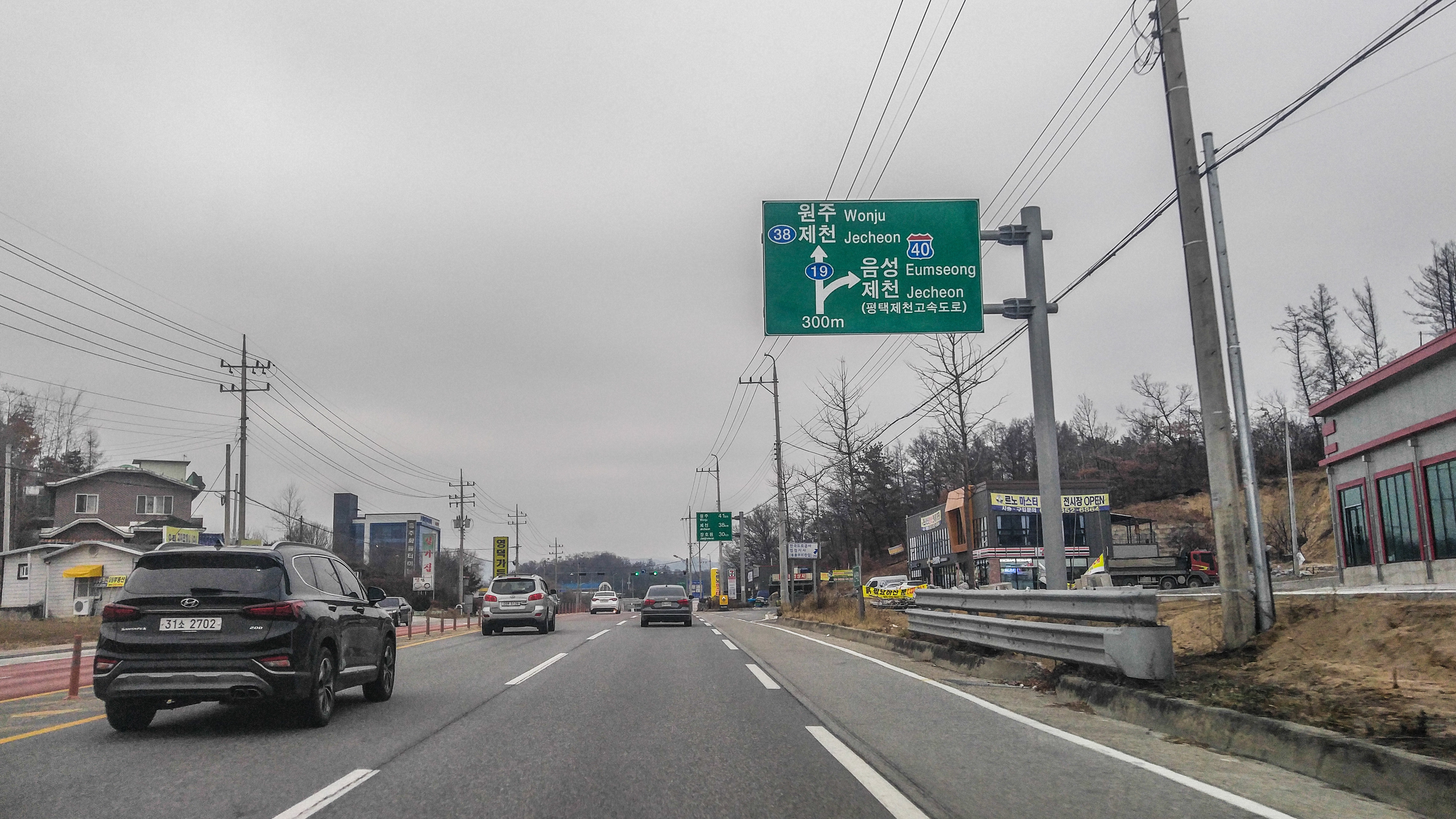
충원대로 300m 표지판 (원주 방면)
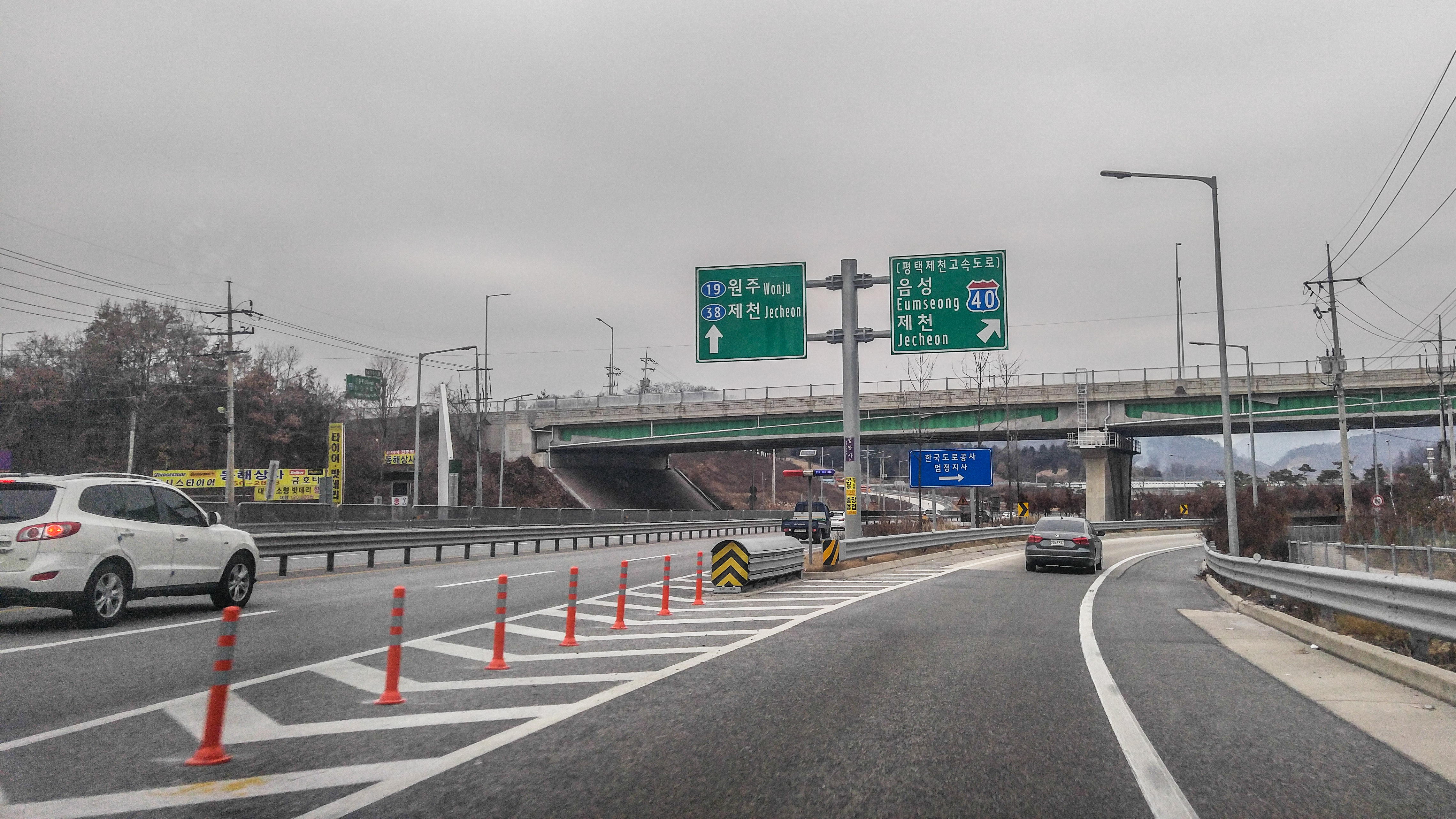
충원대로 분기부 표지판 (원주 방면)